# Краматоровка
Краматоровка (каз. Краматоровка) — село в Тайыншинском районе Северо-Казахстанской области Казахстана. Входит в состав Рощинского сельского округа. Код КАТО — 596066400.

## География
Расположено около озера Кумдыколь.

## Население
В 1999 году население села составляло 173 человека (87 мужчин и 86 женщин). По данным переписи 2009 года, в селе проживало 89 человек (47 мужчин и 42 женщины).